# West-Hinder (1950)
Le West Hinder II est un bateau-phare belge. Il a été construit en 1950 par Beliard, Crighton & Co. Werft à Ostende en Belgique. C’était le deuxième de trois navires identiques. Un autre bateau-phare indiquait le banc de Wandelaar, et le troisième navire était au port en réserve. Cette période dans le port était utilisée pour entretenir les navires,.

## Caractéristiques
Il a une longueur hors tout de 42,50 m, une largeur de 7,80 m, un tirant d'eau de 3,00 m, une hauteur latérale de 5,90 m et un déplacement de 419 tonnes de jauge brute. Sa coque en acier est rivetée. Il dispose d’un moteur Diesel Werkspoor TMAFS 274 de 230 ch à 300 tours par minute et de trois générateurs diesel Deutz type F3L912. Deux d’entre eux sont couplés à des alternateurs. Le troisième est couplé à un compresseur. Sur le pont supérieur se trouvent la timonerie, la salle radio et une pièce centrale pour faire fonctionner les signaux lumineux. Le pont principal est divisé en un atelier, la cabine du capitaine, deux cabines pour les mécaniciens, la cabine du chef mécanicien adjoint, la cabine du chauffeur, trois cabines à deux lits pour les marins, le carré des officiers, le carré de l’équipage, une cuisine avec une chambre froide, deux salles de bains avec toilettes. Sous le pont principal se trouvent un entrepôt pour les pièces de rechange des machines, la salle des batteries, la salle des machines, une cale et des réservoirs pour le ballast, l’eau douce et le carburant. Le West Hinder II a trois mâts. Le mât central est équipé d’un phare tournant. Le navire était équipé pour accueillir neuf membres d’équipage.
De sa mise en service en 1950 jusqu’à 1993, il a été ancré en mer du Nord à 30 km au large d’Ostende, afin de signaler le banc de sable de West Hinder dont il porte le nom. Ce haut-fond, et son voisin le banc de Wandelaar, s’étendent tout au long de la principale route navigable qui longe la côte belge et constituent un danger pour la navigation. Les bateaux-phares étaient les balises qui devaient aider les navires à naviguer en toute sécurité vers le port.
Le West Hinder II a été retiré du service en 1993, quand il fut remplacé par une bouée lumineuse automatique. La bouée-phare automatique a été allumée le 17 novembre 1993, et juste après le West Hinder II a éteint son feu définitivement. Au moment de sa mise hors service, il était le dernier bateau-phare habité en permanence par un équipage dans la mer du Nord.
Désarmé en 1994, il a été transformé en navire musée, ancré dans le port de Zeebruges. Depuis le 20 mai 2021, il est officiellement reconnu comme patrimoine protégé